# Селективна теорија излагања
Селективно излагање је теорија у пракси психологије, која се често користи у медијским и комуникационим истраживањима, која се историјски односи на тенденцију појединаца да фаворизују информације које ојачавају своје већ постојеће ставове док избегавају контрадикторне информације. Селективна изложеност такође је позната и дефинисана као "пристрасност пристрасности" или "пристрасност потврђивања" у различитим текстовима током година.
Према историјској употреби појма, људи имају навику да бирају специфичне аспекте изложених информација које укључују у своју мисао. Ови избори се врше на основу њихових перспектива, уверења, ставова и одлука. Људи могу ментално пробрати информације којима су изложени и бирати повољне доказе, игноришући неповољне. Основа ове теорије је укорењена у теорији когнитивне дисонанце, која тврди да када се појединци суочавају са контрастним идејама, активирају се одређени механизми одбрамбене заштите како би се постигла хармонија између нових идеја и већ постојећих веровања, што доводи до когнитивне равнотеже. Когнитивна равнотежа, која је дефинисана као стање равнотеже између менталног представљања света и његовог окружења, кључна је за разумевање селективне теорије изложености. Према Жан Пијажеу, када дође до неусклађености, људи сматрају да је то "инхерентно незадовољабајуће".
Селективно излагање заснива се на претпоставци да ће појединац и даље наставити да тражи информације о неком питању чак и након што је већ заузео свој став по питању исте. Став који је особа преузео биће обојен различитим чиниоцима тог питања који се ојачавају током процеса доношења одлука.
Селективно излагање је приказано у различитим контекстима као што су ситуације у којима се служе сами и ситуације у којима људи имају предрасуде у погледу ван-групних припадника, одређених мишљења и личних и групних проблема. Очекивана корисност информација, норма правичности и радозналост корисних информација су три фактора који могу спречити селективно излагање.

## Утицај на одлучивање

### Појединачно и групно одлучивање
Селективно излагање може утицати на одлуке које људи доносе као појединци или као групе, јер можда нису вољни да промене своја гледишта и веровања било колективно или сами. Историјски пример катастрофалних ефеката селективне изложености и његових ефеката на групну динамику је серија догађаја који су довели до Инвазије у Заливу свиња 1961. године. Председник Џон Ф. Кенеди добио је подршку од својих саветника да одобри инвазију на Куба од стране лоше обучених исељеника упркос великим доказима да је то био глупи и лоше осмишљен тактички маневар. Саветници су били толико жељни задовољити председника да су радије потврдили своју когнитивну пристрасност за инвазију него испитати неисправан план. Промена уверења о себи, другим људима и свету су три варијабле о томе зашто се људи плаше нових информација. Разноврсне студије показале су да се ефекти селективне изложености могу јавити у контексту индивидуалног и групног одлучивања. Идентификоване су бројне ситуационе променљиве које повећавају тенденцију према селективној изложености. Социјална психологија, конкретно, укључује истраживање са различитим ситуационим факторима и сродним психолошким процесима који на крају убеде особу да донесе добру одлуку. Поред тога, са психолошке перспективе, ефекти селективне изложености могу да потичу и од мотивационих и когнитивних страна.

### Ефекат количине информација
Према истраживању Фишера, Шулц-Харта и сар. (2008), количина информација релевантних за одлуке којима су учесници били изложени ималаје значајан ефекат на њихове нивое селективне изложености. Група коој су дате само две информације о доношењу одлуке имале су мање нивое селективне изложености од друге групе која је имала десетак информација за процену. Ово истраживање је посветило више пажње когнитивним процесима појединаца када су им представљени врло мали бројеви одлучно-усклађених и одлучно-неусклађених информација. Студија је показала да у ситуацијама као што је ова, појединац постаје више сумњичав за своју почетну одлуку због недоступности ресурса. Они почињу да мисле да нема довољно података и доказа у оној области о којој им је речено да донесу одлуку. Због тога, субјект постаје критичнији у односу на свој почетни процес размишљања и фокусира се на одлучно-усклађене и одлучно-неусклађене изворе, што смањује ниво селективне изложености. За групу која је имала обиље информација, овај фактор их је учинио сигурним у првобитну одлуку јер су се осећали задовољно због чињенице да је њихова тема била добро подржана великим бројем ресурса. Због тога доступност информација релевантних и нерелевантних за одлуке око особа може утицати на ниво селективне изложености током процеса доношења одлука.
Селективна изложеност преовладава код појединаца и група људи и може утицати или на одбијање нових идеја и информација које нису пропорционалне првобитном идеалу. У Џонасу и другим (2001) емпиријске студије су урадјене преко четири различита експеримента истраживајући доношење одлика код појединаца и група. Овај чланак указује на то да склоност потврђивању преовлађује у доношењу одлука. Они који проналазе нове информације често придају више пажње областима која их лично интересују. Према томе, људи се усмеравају ка информацијама које су у складу са њиховим очекивањима или уверењима као резултат одигравања теорије селективне изложености. Током читавог процеса четири експеримента, генерализација се увек сматра ваљаном, а склоност потврђивању увек је присутна приликом тражења нових информација и доношења одлука.

### Мотивација тачности и мотивација одбране
Фишер и Грејтмајер (2010) су истраживали доношење одлука појединаца у погледу селективне изложености потврдним информацијама. Селективно излагање је показало да појединци доносе одлуке на основу информација које су у складу са њиховом одлуком, а не информацијама које то нису. Недавна истраживања показала су да је "Потврда информација" одговорна за банкрот 2008. године у Инвестиционој банци Лиман браће која је затим покренула глобалну финансијску кризу. У жељи за профитом и економском добити, политичари, инвеститори и финансијски саветници игнорисали су математичке доказе који су предсказивали пад тржишта некретнина у корист слабих оправдања за подржавање дотадашњег стања. Истраживачи објашњавају да субјекти имају тенденцију тражења и селекције информација користећи свој интегративни модел. Постоје две основне мотивације за селективно излагање: мотивација тачности и мотивација одбране. Мотивација тачности објашњава да је појединац мотивисан да буде тачан у доношењу одлука а мотивација одбране објашњава да се тражи потврђивање информација како би се подржала њихова веровања и оправдала њихова одлука. Мотивација тачности није увек корисна у контексту селективне изложености и уместо тога може бити контраинтиутивна, повећавајући количину селективне изложености. Мотивација одбране може довести до смањених нивоа селективне експозиције.

### Лично својство
Селективно излагање избегава информације које нису у складу са њеним веровањима и ставовима. На пример, бивши потпредседник Дик Чејни би ушао у хотелску собу након што је телевизор укључен и уграђен у конзервативни телевизијски канал. Приликом анализе вештина доношења одлука особе, његов јединствени процес прикупљања релевантних информација није једини фактор који се узима у обзир. Фишер и сар. (2010) је сматрао да је важно размотрити сам извор информација, другачије објашњено као физичко биће које је обезбедило извор информација. Селективно истраживање изложености генерално занемарује утицај атрибута везаних за индиректне одлуке, као што је физички изглед. У Фишеру и другим (2010) две хипотезе су претпостављале да су физички атрактивни извори информација резултирали доносиоцима одлука да буду селективнији у тражењу и прегледању информација релевантних за одлуку. Истраживачи су истраживали утицај друштвених информација и ниво физичке привлачности. Подаци су затим анализирани и кориштени да подрже идеју да је селективна изложеност постојала за оне који је требало да доносе одлуку. Према томе, што је извор информација био атрактивнији, то је била позитивнија и детаљнија тема при доношењу одлуке. Физичка атрактивност утиче на одлуку појединца јер се перцепција квалитета побољшава. Физички атрактивни извори информација повећавају квалитет доследних информација потребних за доношење одлука и додатно повећавају селективно излагање у информацијама релевантним за одлучивање, подржавајући хипотезу истраживача. Обе студије су закључиле да је атрактивност подстакнута другачијим одабиром и проценом информација које су у складу са одлуком. Доносиоци одлука дозвољавају факторе као што је физичка атрактивност да утичу на свакодневне одлуке због рада селективне изложености. У другој студији, селективна изложеност је дефинисана количином индивидуалног поверења. Појединци могу да контролишу количину селективне изложености у зависности од тога да ли имају ниско или високо самопоштовање. Појединци који одржавају већи ниво самопоуздања смањују количину селективне изложености. Албарасин и Мичел (2004) су претпоставили да су они који су показали већи ниво самопоуздања били спремнији да траже информације и доследне и недоследне њиховим ставовима. Израз "информације у складу са одлуком" објашњава тенденцију активног тражења информација релевантних за одлуку. Селективно излагање се дешава када појединци траже информације и показују системске преференце према идејама које су доследне, пре него недоследне, њиховим веровањима. Напротив, они који су показали низак степен самопоуздања били су више склони истраживању информација које се нису сложиле са њиховим ставовима. Истраживачи су открили да су у три од пет студија учесници показали више самопоуздања и постигли су већи успех на скали дбрамбеног самопоуздања, која служи као доказ да су њихове хипотезе тачне.
Бозо и сар. (2009) истраживали су анксиозност страха од смрти и упоређивали је са различитим старосним групама у односу на понашање које промовише здравље. Истраживачи су анализирали податке користећи теорију управљања терором и утврдили да узраст није имао директног утицаја на специфична понашања. Истраживачи су сматрали да ће страх од смрти код младих одраслих особа допринети у понашању које промовише здравље. Када се појединци подсећају на властиту смрт, то узрокује стрес и анксиозност, али на крају доводи до позитивних промена у њиховом понашању према здрављу. Њихови закључци показују да су старији одрасли прилично бољи у промовисању и праћењу здравог понашања, без размишљања о смрти, у односу на младе одрасле. Млади одрасли су били мање мотивисани да промене и практикују понашање које промовише здравље, јер су користили селективно излагање како би потврдиле своја претходна уверења. Селективно излагање тако ствара препреке између понашања у различитим узрастима, али не постоји специфична старост у којој људи мењају своје понашање.
Иако ће физички изглед утицати на личну одлуку у вези са представљеном идејом, студија коју су спровели Ван Дилан, Папис и Хофман (2013) указују на начин смањења утицаја личних атрибута и селективне изложености на одлучивање. Резултати овог истраживања показали су да људи посвећују више пажње физички атрактивним или примамљивим стимулусима; Међутим, овај феномен се може смањити кроз повећање "когнитивног оптерећења". У овој студији, повећана когнитивна активност довела је до смањеног утицаја физичког изгледа и селективне изложености на утисак појединца о представљеној идеји. Ово се објашњава прихватањем да смо инстинктивно привучени одређеним физичким атрибутима, али ако су потребни ресурси за ову привлачност на неки други начин заузети у то време, онда можда нећемо приметити ове атрибуте у једнакој мери. На пример, ако се особа истовремено ангажује у ментално изазовној активности током времена излагања, онда је вероватно да ће се мање пажње посветити изгледу, што доводи до смањеног утицаја селективне изложености на одлучивање.

## Теорије за селективно излагање

### Теорија когнитивне дисонанце
Леон Фестингер се широко схвата као оцем савремене социјалне психологије и као важна личност у тој области праксе као што је Фројд у клиничкој психологији, а Пијаже развојној психологији. Сматран је за једног од најзначајнијих социјалних психолога 20. века. Његов рад показао је да је могуће користити научну методу да истражује сложене и значајне друштвене појаве без њиховог смањења на механичке везе између стимулуса и одговора који су били основа бихевиоризма. Фестингер је предложио револуционарну теорију когнитивне дисонанце која је постала темељ селективне теорије изложености данас упркос чињеници да је Фестингер сматран за "авангардног" психолога када је то први пут предложио 1957. У ироничном преокрету, Фестингер је схватио да је и сам жртва ефеката селективне изложености. Био је тежак пушач цели живот, а када му је 1989. дијагностикован терминални рак, речено је да се шалио: "Уверите се да сви знају да то није рак плућа!" Теорија когнитивне дисонанце објашњава да када особа свесно или несвесно схвата конфликтне ставове, мисли или убеђења, они доживљавају менталну нелагодност. Због овога, појединац ће у будућности избећи такве конфликтне информације, јер ће то изазвати неугодност и тежиће према порукама које симпатизирају њихово претходно утврђене концепције. Доносиоци одлука не могу самостално сами да оцењују квалитет информација (Фишер, Џонас, Диетер и Каштенмуллер, 2008). Када постоји сукоб између већ постојећих погледа и информација које се сусрећу, појединци ће доживети непријатно и самопретеће стање аверзивног - узбуђења које ће их мотивисати да га смање кроз селективно излагање. Они ће почети да преферирају информације које подржавају њихову првобитну одлуку и занемарују конфликтне информације. После тога, појединци ће показати потврђене информације како би одбранили своје положаје и постигли циљ смањења дисонанце. Теорија когнитивне дисонанце инсистира да је дисонанција психолошко стање тензије које су људи мотивисани да смање (Фестингер 1957). Дисонанце изазивају осећања несреће, нелагодности или стреса. Фестингер ( (1957). стр. 13) је тврдио следеће: "Ова два елемента су у дисонантној вези ако, узимајући у обзир ова два, само један атрибут следи из другог." Да би се смањила дисонанца, људи додају сагласна сазнања или мењају процену за један или оба стања како би их учинили ментално доследним.
У Фестингеровој теорији постоје две основне хипотезе:
1) Постојање дисонанце, код особа које су психолошки неугодне, мотивише особу да покуша да смањи дисонанцу и достигне хармонију.
2) Када је присутна дисонанца, поред тога што покушава да је смањи, особа ће активно избегавати ситуације и информације које би вероватно повећале дисонанцију (Фестингер (1957). стр. 3).
Теорија когнитивне дисонанце развијена је средином педесетих година прошлог века како би се објаснило зашто су људи јаких осуђивања толико отпорни на промену својих веровања чак и без обзира на неспорне контрадикторне доказе. То се дешава када људи осећају везу и одговорност за одлуку, положај или понашање. Она повећава мотивацију да оправдавају своје положаје путем селективне изложености потврдним информацијама (Фишер, 2011). Фишер је предложио да људи имају унутрашњу потребу да осигурају да су њихова уверења и понашања оследна. У експерименту који је користио манипулације посвећености, утиче на перцепцију сигурности одлука. Учесници су били слободни да бирају ставове-доследне и недоследне информације како би написали есеј. Они који су написали есеј који је у складу са ставом показивао је веће нивое потврдне информације (Фишер, 2011). Нивои и величина дисонанце такође играју улогу. Селективно излагање доследним информацијама је вероватно под одређеним нивоима дисонанце. На високим нивоима очекује се да особа тражи информације које повећавају дисонанцу јер би најбоља стратегија за смањење дисонанце била промена ставова или одлуке (Смитх и сар., 2008).
Касније истраживање о селективној изложености у оквиру теорије дисонанце произвело је слабу емпиријску подршку све док се теорија дисонанце није прерађена и примењене нове методе које су погодније за мерење селективне изложености. До данас, научници и даље тврде да су емпиријски резултати који подржавају хипотезу селективне изложености и даље помешани. Ово је вероватно због проблема са методама извођених експерименталних студија. Други могући разлог за мешовите резултате може бити неуспех симулације аутентичног медијског окружења у експериментима.
Према Фестингер-у, мотивација да тражи или избегне информације зависи од величине искуства дисонанцце (Смитх ет сар., 2008). Посматрано је да постоји тенденција да људи траже нове информације или бирају информације које подржавају њихова уверења како би се смањила дисонанца. Постоје три могућности које ће утицати на обим дисонанце (Фестингер (1957). стр. 127–131):
- Релативно одсуство дисонанце.

Када постоји малоа или никаква дисонанца, постоји мала или никаква мотивација за тражење нових информација. На пример, када постоји одсуство дисонанце, недостатак мотивације да присуствује или избегне предавање о "Предности аутомобила са веома великим коњским снагама мотора" биће независно од тога да ли мотор аутомобила који је нови власник недавно купио има доста или мало коњских снага. Међутим, важно је уочити разлику између ситуације када нема дисонанце и када информације не значе за садашње или будуће понашање. За другу, случајна изложеност, коју власник новог аутомобила не избегава, неће увести никакву дисонанцу; док за бившу особу, која такође не избегава информације, случајно се може уносити дисонанца.
- Присуство умерених количина дисонанце.

Постојање дисонанце и последични притисак да се она смањи довешће до активног претраживања информација, чиме ће људи довести до избегавања информација које ће повећати дисонанцу. Међутим, када се суочи са потенцијалним изворима информација, постојаће нејасна сазнања на која ће субјект реаговати у смислу индивидуалних очекивања о томе. Ако субјект очекује да когниција повећа дисонанс, они ће то избећи. У случају да се нека очекивања докажу погрешним, покушај смањења дисонанце може у ствари довести до њеног повећања. То може довести до ситуације активног избегавања.
- Присуство екстремно великих количина дисонанце.

Ако постоје два когнитивна елемента у дисонантном односу, величина дисонанце одговара отпорности на промене. Ако дисонанца постане већа од отпорности на промену, онда ће се најмање отпорни елементи когниције промиенити, смањујући дисонанцу. Када је дисонанца близу максималне границе, активно се може тражити и изложити информацијама које је повећавај. Ако појединац може повећати дисонанцу до тачке где је већа од отпорности на промену, он ће промиенити спознаје когнитивних елемената, смањујући или чак елеминишући дисонанцу. Једном када се дисонанца довољно повећа, појединац може себе довести до промене, па тако елиминише све дисонанце (Фестингер (1957). стр. 127–131).
Смањење когнитивне дисонанце након одлуке може се постићи селективним тражењем информација сагласним одлуци и избегавањем контрадикторних информација. Циљ је смањити нескладност између сазнања, али спецификација која стратегија ће бити изабрана није експлицитно назначено теоријом дисонанце. Зависиће од количине и квалитета информација доступних унутар и изван когнитивног система.

### Клаперово селективно излагање
Почетком шездесетих година истраживач из Колумбија универзитеа Џозеф Т. Клапер је у својој књизи Ефека масовне комуникације утврдио да публика није пасивна мета политичке и комерцијалне пропаганде из масовних медија, али да масовни медији ојачавају претходно осуђене пресуде. У читавој књизи, он је тврдио да медији имају малу моћ да утичу на људе и, углавном, само ојачавају наше претходне ставове и уверења. Он је тврдио да су ефекти медија преношења или ширења нових јавних порука или идеја били минимални јер постоји широк спектар начина на који појединци филтрирају такав садржај. Због ове тенденције, Клапер је тврдио да медијски садржај мора бити у стању да запали неку врсту когнитивне активности код појединца како би пренела своју поруку. Пре Клаперовог истраживања, преовлађујуће мишљење је било у томе што су масовни медији имали значајну моћ да преовладају индивидуално мишљење и да је публика пасивни потрошач преовладавајуће медијске пропаганде. Међутим, у време објављивања Ефеката масовне комуникације многе студије довеле су до закључка да су многе циљане поруке биле потпуно неефикасне. Клаперово истраживање је показало да се појединци гравитирају према медијским порукама које су подупирале ранија осуђивања која су поставили вршњачке групе, друштвене утицаје и породичне структуре и да се приступање тим порукама током времена није мењало када је представљено са новијим медијским утицајем. Клапер је истакао из прегледа истраживања у друштвеним наукама да, с обзиром на обиље садржаја у масовним медијима, публика је била селективна према врстама програма које су конзумирали. Одрасли би посећивали медије који су одговарале њиховој демографији а деца би избегавала медије које су им биле досадне. Тако би појединци прихватили или одбацили масовну медијску поруку базирану на унутрашњим филтерима који су урођени тој особи.
Следи Клаперових пет посредних фактора и услова који утичу на људе:
- Предиспозиције и сродни процеси селективне изложености, селективне перцепције и селективног задржавања.
- Групе и норме група, којима припадају припадници публике.
- Интерперсонално ширење садржаја комуникације
- Вршење руководства мишљења
- Природа масовних медија у друштву слободног предузетништва.

Три основна концепта:
- Селективно излагање - људи се држе даље од комуникације супротне нијансе.
- Селективна перцепција - Ако се људи суочавају са несаосећајним материјалом, они га не примећују и не чине га одговарајућим за своје постојеће мишљење.
- Селективно задржавање - односи се на поступак категоризације и тумачења информација на начин који фаворизује једну категорију или тумачење над другом. Штавише, они једноставно заборављају несаосећајан материјал.

Групе и групне норме раде као посредници. На пример, неко може снажно одбити да се пређе у Демократску странку ако његова породица већ дуго гласа за Репунличку странку. У овом случају, предиспозиција особе према политичкој партији је већ постављена, тако да оне не перципирају информације о Демократској странци или мијењају понашање гласа због масовне комуникације. Клаперова трећа претпоставка је међусобно ширење масовне комуникације. Ако је неко већ изложен од стране блиских пријатеља, што ствара предиспозицију према нечему, то ће довести до повећања изложености масовној комуникацији и на крају ојачати постојеће мишљење. Вођа мишљења такође је кључни фактор за формирање нечије предиспозиције и може довести некога да буде изложен масовној комуникацији. Природа комерцијалних масовних медија такође наводи људе да бирају одређене врсте медијских садржаја.

### Модел когнитивне економије
Овај нови модел комбинује мотивационе и когнитивне процесе селективне изложености. У прошлости је селективна изложеност проучавана са мотивационог становишта. На пример, разлог за постојање селективне изложености био је да се људи осећају мотивисаним да смањују ниво дисонанце коју су осећали приликом сусрета са недоследним информацијама. Осећали су се и мотивисани да одбране своје одлуке и положаје, тако да су постигли овај циљ излагањем себе само доследним информацијама. Међутим, нови модел когнитивне економије не узима у обзир само мотивационе аспекте, већ се фокусира на когнитивне процесе сваког појединца. На пример, овај модел предлаже да људи не могу објективно и правилно оциенити квалитет недоследних информација јер имају тенденцију да сачувају више доследних информација и користе ово као референтну тачку. Због тога се недоследне информације често посматрају са критичнијим очима у поређењу са доследним информацијама. Према овом моделу, ниво селективне изложености током процеса доношења одлука такође зависи од тога колико су људи који воле когнитивну енергију спремни да улажу. Баш као што људи имају тенденцију да буду опрезни са својим финансијама, когнитивном енергијом или колико времена су спремн провести процењујући све доказе за своје одлуке ради на исти начин. Људи се устежу да користе ову енергију; они имају тенденцију да буду опрезни па је не троше за џабе. Дакле, овај модел указује на то да се селективна изложеност не дешава у одвојеним фазама. Уместо тога, то је комбиновани процес појединачних чинова мотивације и њиховог управљања когнитивном енергијом.

## Импликације

### Медији
Скорија истраживања су показала веома важне практичне доказе да постоји јак утицај селективног изложености медијима на велики део популације захваљујући масовним медијима. Такође су истраживања показала да ће појединац тражити оне програме који одговарају његовим емотивним и когнитивним потребама. Особа ће тражити лек у медијима нпр. током економске кризе да би испунила своју јаку потребу за наџором а да смањи своје хронично незадовољство спољашњим околностима као и да задовољи своје потребе за дружењем. Потрошачи теже да изаберу онај садржај у медијима који отркрива и потврђује њихове сопствене идеје док избегавају информације које се косе са њиховим мишељем. Истраживање спроведено 2012 је показало да оваква врста селективне изложености утиче да особа бира такође порнографске садржаје. Особе које су мање задовољне својим животом су склоније да се упусте у необавезан секс после гледања порнографских садржаја који се уједно слаже са њиховим мишљењем док необраћају пажњу на оне садржаје које су супротне њиховом мишљењу.
На избор музике такође утиче ова врста селективне изложености. Истраживање из 2014 вођено од стране Крисе Л. Тејлор и Роналда С. Фридмена са SUNY Универзитета у Албанијy, пронашло је да човек у зависности од свог расположења бира по томе музику. Људи који су учествовали у истраживању су бирали веселу музику када су осећали љутњу или неутрално, али слушали су тужну музику када су и сами били тужни. Овакав избор тужне музике у складу са тужним расположењем потиче не толико од тога да рефлектује осећање музику него више као резултат његове или њене аверзије да слуша веселу музику која је у потпуности у супротности са њиховим расположењем.
Политика у великој мери инспирише људе да циљано бирају програме. На пример, у својој мета-анализи теорије селективне изложености из 2009, Харт је написао да " Истраживање из 2004 од стране Истраживачки центар Пју за људе и штампу (2006) је пронашло да су републиканци око 1,5 пута више гледали Фокс вести редовно него демократе ( републиканци 34% а демократе 20% ). Као контраст демократе су 1,5 пута више гледали ЦНН од републиканаца ( демократе 28% а репуликанци 19% ). Оно што још више зачуђује је то да су републиканци у просеку 5 пута више од демократа редовно гледали "The O'Reilly Factor" и 7 пута више редовно слушали "Раш Лимбо". Као резултат, када се мишљење републиканаца, који само слушају конзервативне медије, упореде са оним конзервативцима из Штрудовог истраживања (2010), сматра се да су њихова мишљења супротстављена. Исти резултат је добијен и из изтраживања о либералима такође. Због наше велике тенденције ка селективној изложености, политићке кампање у новије време се могу окарактерисати као екстремно партизанске и поларизоване. Како су Бенет и Ијенгар ( 2008 ) рекли, " Новнонастали амбијент великог броја различитих информација не само да омогућава потрошачима да траже вести које су за њих приемчиве али такође даје јак економски стимуланс за нове организације да удовољавају политичким укусима гледаоца. Према томе, селективни одабир игра битну улогу у обликовању и потстицању политичких ставова појединца.
У давнијим истраживањима, селективна изложеност је првобитно давала објашњење за ограничене ефекте медија. Модел комуникације "ограничени ефекти" појавили су се 40-тих година прошлог века са променом у парадигми. Ова промена показује да док медији имају утицај на понашање потрошача као на пример на њихово избор приликом гласања, ови ефекти немају великог утицаја и на њих директно утиче дискусија међу људима и утицај људи ћије се мишљење поштује. Селективна изложеност се сматрала потребном у давнијим истраживањима медија. Политичке рекламе садрже селективну изложеност углавном зобг тога што људи више воле саме политичаре него што се слажу са њиховим мишљењем. Други битан ефекат селективне изложености потиче од Штруда ( 2010 ) који је анализирао везу између партизанске селективне изложености и политичке поларизације. Користећи податке из 2004 Национални антенски избор Аненберг, аналитичари су пронашли да на дуже време партизанска селективна изложеност води. Овај процес је могућ зато што људи лако могу да направе или да приступе блоговима, веб сајтовима, четовима и онлајн форумима где могу наћи политичке или идеолошке истомишљенике. Ово истраживање је такође показало да онлајн комуникација на тему политике тежи да буде поларизована. Даљи докази за ову поларизацију у политичкој биосфери се могу пронаћи и у истраживању Лоренс и сар. на тему људи који читају блогове која каже да људи читају оне блогове које подржавају њихово мишљење пре него оне којим се супростављају. Према књизи Кес Сунштејна, Republic.com , присуство селективне изложености на интернету ствара амбијент у коме "Људи заступају ставове много јаче него оне са којима су почели а када су ти ставови проблематични, онда показују екстремну мржњу према свима онима који испољавају другачије мишљење". Ово описује како селективна изложеност може да утиче на политичка мишљења појединца и као последица на његово учешће у политичком систему.
Једна од главних академских дискусија на тему концепта селективне изложености је да ли селективна изложеност доприноси да људи имају различита мишљења или поларизацији. Шојфел и Низбет (2012) полемишу о последицама суочавања са неслагањем међу грађанима. Идеално, права слобода грађана би представљала тационалну размену различитих мишљења (неслагања), Међутим, многи од нас теже да избегну неслагање у свакодневном животу зато што не волимо да се супротстављамо онима који заступају потпуно другачије мишљење од нас самих. У том смислу, аутори се питају да ли изложеност информацијама са којима се ми не слажемо има позитивне или негативне ефекте на демократско друштво. Постоје разне информације о људској вољи да учествују у политичким процесима када се суоче са неслагањем, аутори тврде да проблем селективне потребе је потребно још више проучити да би се разумео да ли постоји истински диалог у онлајн медијима.